# Piana di Esdraelon

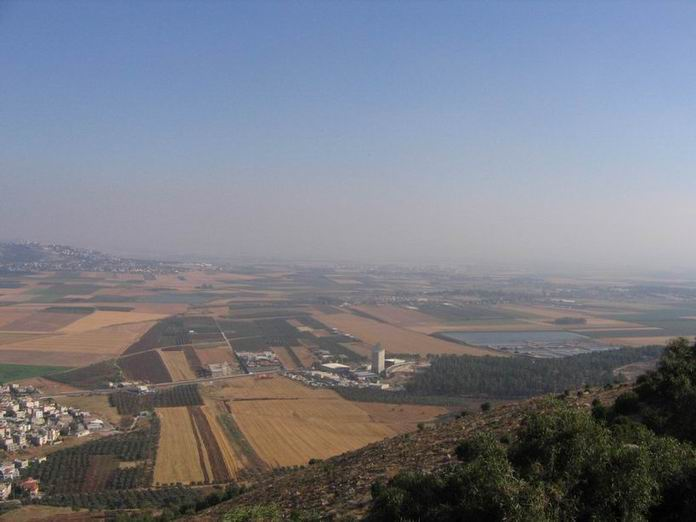
Piana di Esdraelon

La piana di Esdraelon o Esdrelon (ebraico: עמק יזרעאל, Emek Yizre'el; in arabo مرج ابن عامر‎?, Marǧ Ibn ʿĀmir) è un'ampia e fertile pianura e vallata posta nella regione della Bassa Galilea in Israele. Le alture della Samaria e del monte Ghilboa fanno da confine alla valle a nord, mentre la parte settentrionale delle città di Jenin e Tulkarem hanno invaso la parte meridionale della valle. Ad ovest si trova la catena del monte Carmelo, e ad est la valle del Giordano.
La valle è altresì nota come piana (o valle) di Izreel (Yizre'el).

## Etimologia
La piana di Esdraelon prende il nome dall'antica città di Esdraelon (nota in arabo come Zirʿīn, in arabo زرعين‎?) situata su una bassa collina che domina la parte meridionale della valle, anche se alcuni studiosi ritengono che il nome della città derivi da quello della cabila che la fondò, e la cui esistenza viene citata sulla Stele di Merenptah. Il termine Iezreel significa "Buone semine" o "Semine di El". La locuzione "piana di Esdraelon" viene a volte utilizzata per fare riferimento alla parte centrale della valle, attorno alla città di Jezreel, mentre la parte sud-occidentale era nota come "valle di Megiddo" dall'antica città di Megiddo che un tempo vi si trovava.
Nel tempo diverse civiltà hanno dato alla vallata nomi diversi. Per questo motivo la zona è anche nota come "pianura di Esdraelon" (Esdraelon è il nome koinè di Iezreel), "valle di Zirin" (in arabo  سهل زرعين‎?, Sahel Zirʿīn) e "prato del figlio di ʿĀmir" (in arabo مرج بن عامر‎?, Marj Ibn ʿĀmir).

## Geologia
La valle era forse un tempo un canale tramite il quale il mar Morto, situato a sud-est della valle, si univa al mar Mediterraneo. Circa due milioni di anni fa, quando le terre poste tra Mediterraneo e Rift Valley si alzarono, questo legame si perse, e cessarono le periodiche inondazioni causate dal Mediterraneo. Questa cosa isolò definitivamente il mar Morto dall'oceano e nel tempo, essendo l'evaporazione superiore alle precipitazioni e all'immissione di acque di superficie, il mar Morto divenne estremamente salato.

## Storia biblica

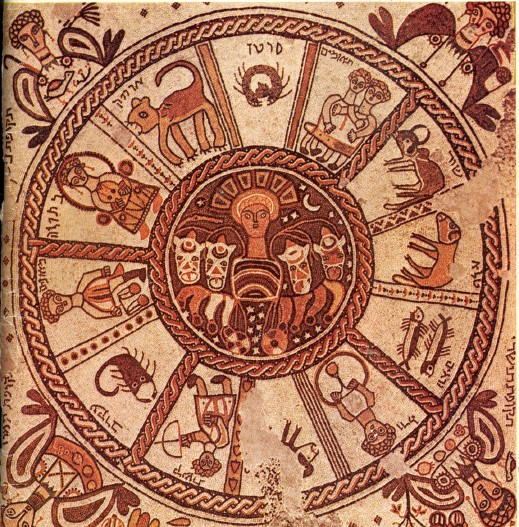
Mosaico del pavimento di una sinagoga del VI secolo a Beit Alpha. Fu scoperto nel 1928. I segni zodiacali circondano al centro il carro del sole (un motivo greco), mentre gli angoli raffigurano i 4 punti cardine ("tekufot") dell'anno, solstizi ed equinozi, ognuno col nome del mese in cui cade: tequfah di Tishrei, tequfah di Tevet, tequfah di Ni(san), tequfah di Tamuz.

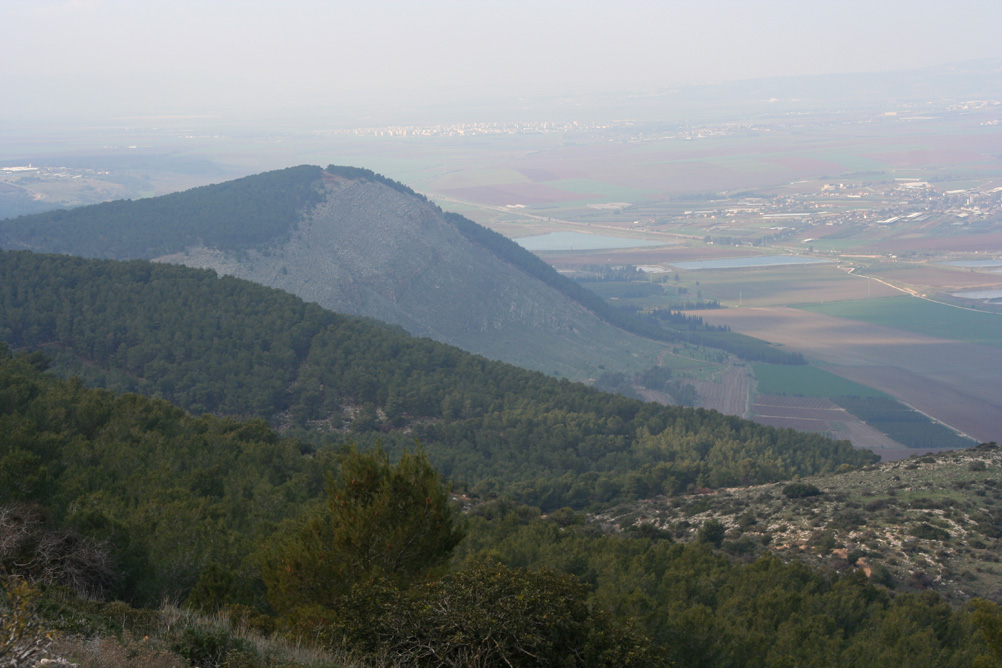
Panorama del monte Ghilboa

Oltre agli insediamenti di Jezreel e Megiddo, la valle contiene numerosi altri siti storici, quali Beit She'an e Shimron. Il più grande insediamento moderno nella valle di Jezreel è la città di Afula (ebraico עפולה, in arabo عفولة‎?, ʿAfūla, nota anche come la "capitale della valle" (ebraico: בירת העמק), in cui gli scavi archeologici hanno evidenziato un insediamento pressoché continuo dal periodo gaussuliano dell'età del rame (ca. 4500-3300 a.C.) al periodo ayyubide dell'XI-XIII secolo. È identificata con la città biblica di Ophrah, che il libro dei Giudici indica come patria di Gedeone. La valle era una comoda rotta attraverso il levante per poi attraversare le montagne sull'altro lato, e fu anche teatro di numerose battaglie, di cui della prima, la battaglia di Megiddo, è sopravvissuto un dettagliato resoconto che dimostra che fu combattuta in questa valle. A causa del terreno circostante, i carri egiziani riuscivano solo a viaggiare dall'Egitto alla valle di Jezreel e nella valle di Hula.
Secondo la Bibbia, la valle fu teatro di una vittoria degli Israeliti, guidati da Gedeone, contro i Madianiti, gli Amaleciti e i Figli dell'Est, ma fu anche il luogo in cui in seguito gli Israeliti di Saul furono sconfitti dai Filistei. Secondo gli studiosi dei testi, il racconto di una vittoria filistea a Jezreel deriva dalla fonte monarchica, in contrasto alla fonte repubblicana secondo cui la vittoria filistea sugli Israeliti avvenne presso il monte Ghilboa. Nell'escatologia cristiana, si crede che la parte di valle in cui si combatté la battaglia di Megiddo sia destinato ad essere il luogo della penultima battaglia tra bene e male (la battaglia finale si dovrebbe svolgere 1000 anni dopo a Gerusalemme), noto come Armageddon (termine derivato da Megiddo).
Come raccontato nel secondo libro dei Re, dopo che Jehu uccide re Jehoram, si confronta con Gezabele a Jezreel ed esorta i suoi eunuchi ad uccidere Gezabele gettandola fuori da una finestra. Essi lo fecero, lanciandola fuori dalla finestra e lasciandola sulla strada ad essere mangiata dai cani. Rimasero solo il teschio, le mani e i piedi di Gezabele.

## Storia moderna

### Regno ottomano (XIX secolo)
Nel 1852 lo scrittore statunitense Bayard Taylor viaggiò nella valle di Jezreel, descrivendola nel suo libro del 1854 intitolato The Lands of the Saracen; or, Pictures of Palestine, Asia Minor, Sicily and Spain come: "uno dei distretti più ricchi del mondo". Laurence Oliphant, che visitò il sangiaccato di Acri nel 1887, allora sottoprovincia della wilāya di Beirut, scrisse che la valle di Esdraelon (Jezreel) era "un enorme lago verde di grano ondeggiante, con i suoi villaggi su colline che ne emergevano come isole; e presenta una delle migliori immagini della fertilità più lussureggiante che è possibile concepire".

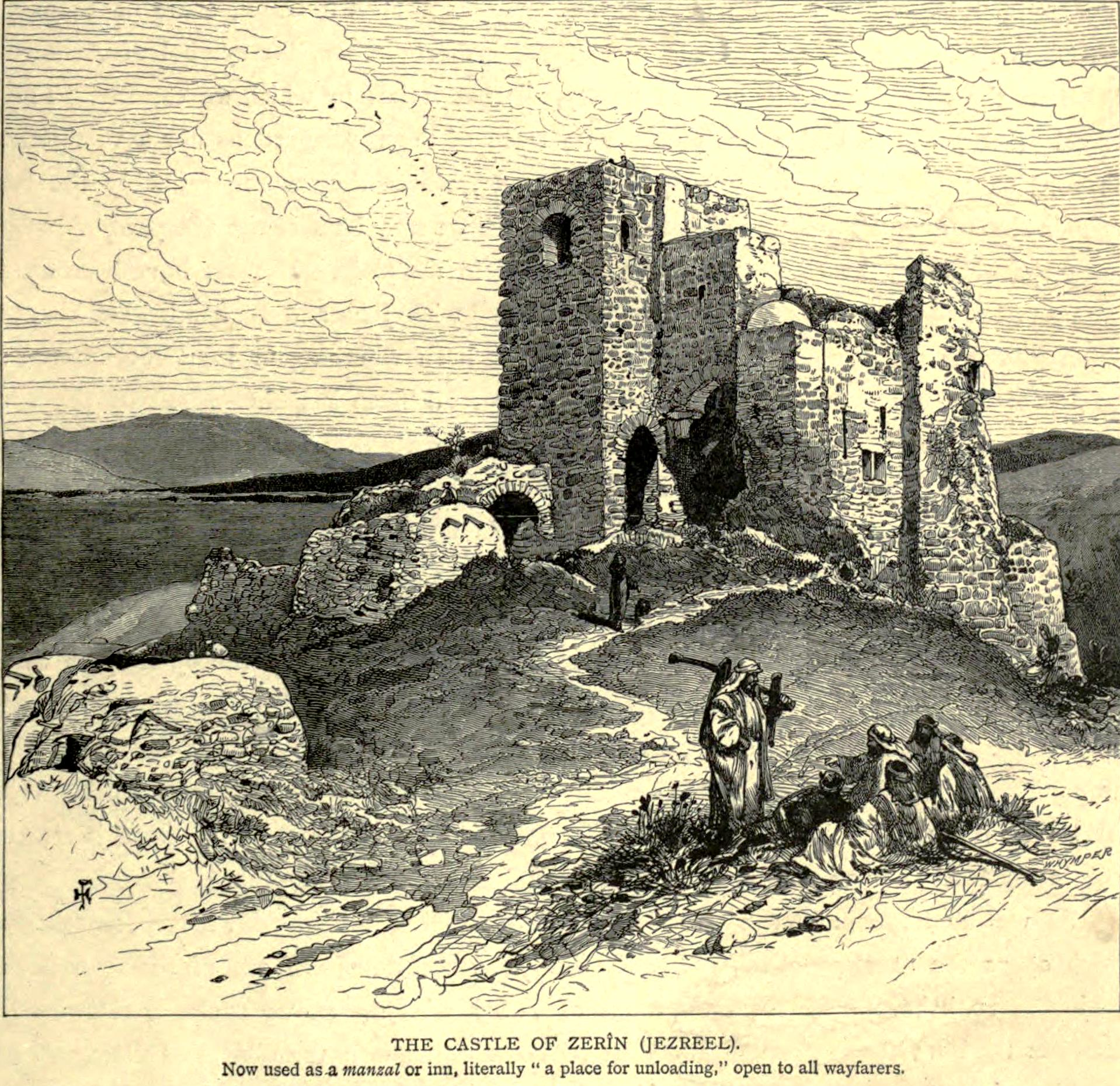
Rovine chiamate "castello di Zerin" nel 1880

Nel decennio del 1870, la famiglia Sursock di Beirut (nell'attuale Libano) acquistò la terra dal governo ottomano per circa 20 000 £. Tra il 1912 e il 1925 i Sursock (allora sotto il Mandato francese della Siria e del Libano) vendettero i loro 320 km² di terra nella valle di Jezreel all'American Zion Commonwealth per circa 750 000 sterline, che l'acquistò con l'intenzione di favorire il reinsediamento ebreo, e al Fondo Nazionale Ebraico.

### Mandato britannico, 1918-1948
In seguito a queste vendite, gli 8000 agricoltori arabi che vivevano in 22 villaggi lavorando per i latifondisti furono sfrattati. Alcuni di loro si rifiutarono di abbandonare la loro terra, come nel caso di Afula (El-Ful), ma i nuovi proprietari decisero che sarebbe stato inopportuno che questi coloni restassero sulle terre destinate al lavoro ebreaico, e seguivano anche l'ideologia socialista del Yishuv, credendo che sarebbe stato sbagliato per un latifondista (ebreo) espropriare la terra di un paesano senza terra (arabo). Si dovette usare la polizia britannica per espellerli spingendoli sulla costa in cerca di nuovo lavoro. Questo portò alla creazione di baraccopoli nelle periferie di Giaffa e Haifa.
In seguito all'acquisto della terra, furono creati i primi insediamenti moderni dalla American Zion Commonwealth che fondò Afula bonificando la palude. Il primo moshav, Nahalal, fu creato in questa valle l'11 settembre 1921.
Dopo l'ampia rivolta araba del 1929 nell'allora Mandato britannico della Palestina, la Hope Simpson Royal Commission fu incaricata di cercare le cause e le soluzioni per questa instabilità. Il risultato della commissione riguardo a "Responsabilità del Governo verso i coltivatori arabi", fu che le autorità ebraiche "non hanno niente da rimproverarsi" per l'acquisto della valle, facendo notare l'alto prezzo pagato e il fatto che gli occupanti avevano ricevuto compensi non legalmente dovuti.

### Israele, 1948
Oggi la valle di Jezreel è una verde pianura fertile, coperta di campi di grano, cotone, girasoli e mais, oltre che un ampio pascolo per una moltitudine di pecore ed altro bestiame. L'area è governata dal Consiglio regionale della valle di Jezreel. Ospita anche il Max Stern College di Emek Yizreel e l'Emek Medical Center.

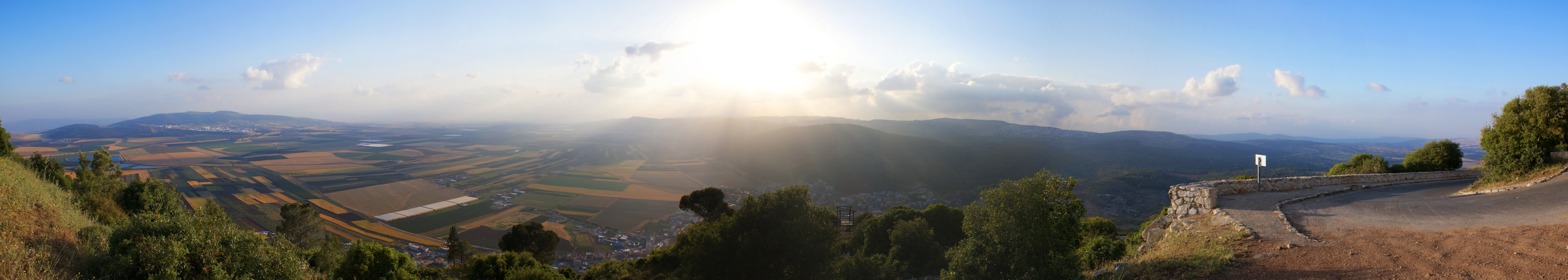
Panorama della vallata visto dal monte Tabor. Il villaggio a sinistra e Nin, mentre al centro c'è Daburiyya

### Controversia sull'aeroporto
Nel 2006 il ministro dei trasporti israeliano assieme al Consiglio regionale della valle di Jezreel progettarono la costruzione di un aeroporto internazionale nella valle di Jezreel, nei pressi di Megiddo. Gli ambientalisti bocciarono il progetto. Nel giugno del 2009 è montata una forte opposizione che ha obbligato il governo a riesaminare il progetto ingegneristico.